# Virginia Giuffre
Virginia Louise Giuffre (de soltera, Roberts; Sacramento, California, 9 de agosto de 1983 - Neergabby, Australia Occidental, 25 de abril de 2025) fue una activista estadounidense-australiana que ofrecía apoyo a las víctimas de la trata sexual. Giuffre creó Victims Refuse Silence, una organización sin ánimo de lucro en Estados Unidos; en 2015, que se relanzó bajo el nombre de Speak Out, Act, Reclaim (SOAR) en noviembre de 2021. Dio un relato detallado a muchos periodistas estadounidenses y británicos, sobre sus experiencias de ser víctima de trata por parte de Jeffrey Epstein y Ghislaine Maxwell.
Giuffre, interpuso acciones penales y civiles contra Epstein y Maxwell y apeló directamente al público para que se hiciera justicia y se generara conciencia. Demandó a Maxwell por difamación en 2015 y el caso se resolvió a favor de Giuffre por una suma no revelada en 2017. El 2 de julio de 2019, la Corte de apelaciones del Segundo Circuito de los Estados Unidos; ordenó la apertura de los documentos de la demanda civil anterior de Giuffre contra Maxwell. El primer lote de documentos de la demanda de Giuffre, se hizo público el 9 de agosto de 2019; implicando aún más a Epstein, Maxwell y varios de sus asociados. Al día siguiente, Epstein fue encontrado muerto en su celda del Centro Correccional Metropolitano (Nueva York). 
En una entrevista de octubre de 2019, para el programa Panorama de la BBC; emitida el 2 de diciembre, Giuffre describió sus experiencias como víctima de tráfico sexual por parte de Epstein al príncipe Andrés, duque de York; lo que contribuyó a cambiar la opinión pública en su contra. Posteriormente, demandó al príncipe en un tribunal civil de Nueva York. La demanda se resolvió en febrero de 2022, con el príncipe Andrés pagando una cantidad no revelada a Giuffre y haciendo una importante donación a su organización benéfica.

## Biografía
Virginia Giuffre, nació como Virginia Louise Roberts en Sacramento (California); el 9 de agosto de 1983, hija de Sky y Lynn Roberts. La familia se mudó a Loxahatchee Groves, cuando ella tenía cuatro años. Giuffre tenía un hermano menor, Sky. Se informó que provenía de un "hogar con problemas" y que desde los siete años, fue abusada sexualmente por un amigo cercano de la familia. "Tenía tantas cicatrices mentales a una edad tan temprana, y huí de eso", dijo en Panorama en 2019. Giuffre declaró al Miami Herald, que pasó de estar en "una situación de abuso, a ser una fugitiva, a vivir en hogares de acogida". Vivió en la calle a los 14 años, donde según ella, solo encontró "hambre, dolor y [más] abuso". Posteriormente, fue abusada por Ron Eppinger; un traficante sexual de 65 años, en Miami. Giuffre, vivió con Eppinger; durante aproximadamente seis meses. Según informes, Eppinger dirigía un negocio fachada para el tráfico sexual internacional; conocido como la agencia de modelos "Perfect 10". El FBI, lo allanó y posteriormente se declaró culpable de los cargos de tráfico de personas con fines de prostitución, viajes interestatales con fines de prostitución y lavado de dinero. A los 14 años, Giuffre se reunió con su padre y regresó a vivir con él. Su padre trabajaba como gerente de mantenimiento en Mar-a-Lago, propiedad de Donald Trump y también ayudó a Giuffre a conseguir un trabajo allí.

## Asociación con Epstein (2000-2002)
A mediados de 2000, Giuffre conoció a Ghislaine Maxwell; mientras trabajaba como asistente de spa en el club privado Mar-a-Lago de Donald Trump, mientras leía un libro sobre terapia de masajes. Maxwell, una socialité británica e hija del fallecido magnate de los medios Robert Maxwell, se acercó a Giuffre, notó el libro que estaba leyendo, le preguntó sobre su interés en el masaje y le ofreció un posible trabajo para Jeffrey Epstein como masajista ambulante, asegurándole que no necesitaba experiencia. Cuando Giuffre llegó a la casa de Epstein en Palm Beach (Florida), dice que él estaba desnudo y acostado y Maxwell le explicó cómo masajearlo. «Parecían buenas personas, así que confié en ellas y les dije que lo había pasado muy mal hasta entonces: había sido fugitiva, había sufrido abusos sexuales y físicos... Eso fue lo peor que pude haberles dicho porque ahora sabían lo vulnerable que era», declaró. Giuffre, afirmó que después de que Maxwell le presentó a Jeffrey Epstein; los dos rápidamente comenzaron a prepararla para que brindara servicios sexuales, bajo el pretexto de que iba a recibir capacitación como masajista profesional.
Entre 2000 y 2002, Giuffre mantuvo una estrecha relación con Epstein y Maxwell, viajando entre las residencias de Epstein en Palm Beach y Manhattan (en la Casa Herbert N. Straus), con viajes adicionales al rancho Zorro de Epstein en Nuevo México y a la Isla Pequeña Saint James. En la serie de periodismo de investigación del Miami Herald "Perversión de la Justicia", Giuffre describe sus experiencias de ser víctima de trata de personas por parte de Epstein para proporcionarle masajes y servicios sexuales a él y a varios de sus socios comerciales, durante un período de dos años y medio. En su entrevista con la BBC, Giuffre afirmó que la "pasaron de mano en mano como una bandeja de fruta"; entre los poderosos socios de Epstein y que la llevaron alrededor del mundo en aviones privados.
En marzo de 2001, Giuffre declaró en una entrevista que fue un momento "perverso" y "realmente aterrador" en su vida y que "no podía comprender cómo, desde las más altas esferas del gobierno, personas poderosas permitían que esto sucediera. No solo lo permitían, sino que participaban en ello". Tras visitar una discoteca, Giuffre afirma que Maxwell le dijo que "tenía que hacer por Andrés lo que yo hago por Jeffrey". En los documentos judiciales de una demanda civil, que se revelaron en 2019; Giuffre nombró a varias personas con las que, según ella, Epstein y Maxwell le ordenaron tener relaciones sexuales, entre ellas el abogado Alan Dershowitz, el político Bill Richardson, el difunto científico del MIT Marvin Minsky y el abogado George J. Mitchell. Muchos de los hombres negaron las acusaciones de Giuffre.
En septiembre de 2002, a los 19 años; Giuffre voló a Tailandia y asistió a la Escuela Internacional de Entrenamiento de Masajes, en Chiang Mai. Maxwell le proporcionó pasajes para viajar a Tailandia y le indicó que se reuniera con una chica tailandesa específica para traerla de regreso a Estados Unidos para Epstein. Mientras estaba en la escuela de masajes en Tailandia en 2002, conoció a Robert Giuffre; un entrenador australiano de artes marciales y se casaron poco después. Contactó a Epstein y le informó que no regresaría como estaba previsto. Ella y su esposo comenzaron una vida y una familia en Australia y Giuffre rompió el contacto con Epstein y Maxwell. Durante cinco años, Giuffre y su esposo vivieron una vida tranquila en Australia con sus hijos pequeños.

### Primer contacto por parte de las autoridades
En marzo de 2005, mientras Giuffre aún formaba su familia en Australia; el Departamento de Policía de Palm Beach, comenzó a investigar a Epstein; después de que una niña de 14 años y sus padres denunciaran su comportamiento. La niña describió haber sido reclutada por una compañera de su instituto para que le diera un masaje a Epstein en su mansión, a cambio de dinero; tras lo cual, él posteriormente abusó de ella. Para octubre de 2005, la policía contaba con una lista cada vez mayor de niñas con denuncias similares de abuso sexual, declaraciones de los mayordomos de Epstein que corroboraban sus acusaciones y una orden de registro de su propiedad en Palm Beach.
Los detectives de la policía observaron que todas las acusadoras describieron un patrón similar: Epstein les pedía que le dieran un masaje y luego las agredía sexualmente durante el masaje. Cuando la policía revisó la basura de Epstein, encontró notas con los números de teléfono de las niñas. Una de las niñas fue llamada por el asistente de Epstein, mientras la policía la interrogaba.
Giuffre, relató al Miami Herald que recibió una serie de llamadas telefónicas en rápida sucesión durante tres días en 2007. La primera llamada fue de Maxwell, luego; un día después, recibió una llamada de Epstein, quienes le preguntaron si había hablado con las autoridades; seguida de una tercera llamada de un agente del FBI, que declaró que Giuffre había sido identificada como víctima durante el primer caso penal contra Epstein. Se resistió a hablar extensamente con el FBI, hasta que la Policía Federal Australiana volvió a contactarla personalmente para hablar del asunto, esta vez, seis meses después de haber sido contactada por teléfono.
Fotos, registros y testigos confirman gran parte de las declaraciones de Giuffre sobre su tiempo con Epstein.

## Procedimientos legales

### Primer caso penal contra Epstein
En 2006, un año antes de que las autoridades contactaran por primera vez a Giuffre, el Departamento de Policía de Palm Beach contaba con un creciente conjunto de pruebas contra Epstein y firmó una declaración jurada de causa probable, acusándolo de múltiples cargos de actos sexuales ilícitos con una menor. Epstein contrató a un equipo de abogados influyentes, entre ellos Alan Dershowitz, Jack Goldberger, Kenneth Starr y Jay Lefkowitz, para que lo defendieran. A medida que avanzaba el caso, el jefe de policía; Michael Reiter, se alarmó por la gestión del caso por parte de los fiscales estatales y del entonces fiscal estatal, Barry Krischer. El 1 de mayo de 2006, Reiter le pidió a Krischer que se retirara del caso; cuando Krischer se negó, el jefe de policía; Reiter, entregó sus pruebas al FBI para su procesamiento federal. Aunque Reiter inicialmente tenía la esperanza de que el FBI investigara a fondo y llevara el asunto a una conclusión, en 2007, el entonces fiscal federal del sur de Florida; Alexander Acosta, decidió no procesar a Epstein en un tribunal federal y remitió el asunto a la jurisdicción local.
El detective jefe de la policía, Joseph Recarey; afirmó que los fiscales estatales inicialmente estaban deseosos de emprender acciones penales contra Epstein, pero que "todo dio un giro" cuando intervino el abogado Alan Dershowitz. Krischer decidió entonces tomar la inusual medida de someter el caso de Epstein a un gran jurado y presentó el testimonio de una sola joven. El equipo legal de Epstein buscó concesiones agresivamente y prolongó el proceso al negociar un acuerdo con Acosta, quien describió las tácticas de los abogados de Epstein como un "ataque de un año contra la fiscalía y los fiscales", finalmente accedió a firmar un controvertido acuerdo de no procesamiento en 2008, lo cual se realizó sin informar a las víctimas; que posteriormente se determinó que violaba la Ley de Derechos de las Víctimas de Delitos.
Reiter, expresó que la gestión del caso Epstein por parte de los fiscales estatales y federales;  equivalió a "el peor fracaso del sistema de justicia penal" en la era moderna.

### Demanda en virtud de la Ley de Derechos de las Víctimas de Delitos (2008-2019)
En 2008, el abogado Bradley Edwards y el exjuez Paul G. Cassell, presentaron una demanda judicial (Jane Doe contra Estados Unidos de América); que acusaba al Departamento de Justicia de los Estados Unidos de violar la Ley de Derechos de las Víctimas de Delitos, durante el primer caso penal contra Epstein; al no permitir que varias de sus víctimas impugnaran su acuerdo de culpabilidad. Epstein, demandó a Bradley Edwards por crimen organizado civil pero luego retiró la demanda; Edwards presentó una contrademanda por procesamiento malicioso, con el resultado de que Epstein emitió una disculpa pública al abogado y resolvió el caso por una suma no revelada en diciembre de 2018. Edwards, quien representaba a varias acusadoras de Epstein; además de Giuffre, supuestamente llegó a un acuerdo para ayudar a sus clientes; cuyo mayor deseo era perseguir su objetivo más amplio de que sus acusaciones fueran escuchadas en un tribunal federal para revocar el acuerdo de no procesamiento. Edwards declaró: "Están dispuestos a hablar. Quieren compartir sus historias. Esto fue parte de su proceso de sanación".
En un fallo de febrero de 2019, el juez de distrito Kenneth Marra; determinó que los fiscales habían violado los derechos de las víctimas, tal como se definen en la Ley de Derechos de las Víctimas de Delitos.

### Demanda civil de las víctimas
En mayo de 2009, Giuffre presentó una demanda como Jane Doe 102 contra Epstein y acusó a Maxwell de inducirla a una vida de trata sexual siendo menor de edad. A finales de 2009, decenas de víctimas de Epstein habían presentado demandas civiles en su contra. Todas las demandas se resolvieron por montos no revelados. En enero de 2022, documentos desclasificados revelaron que el monto del acuerdo del caso de 2009, titulado Jane Doe No. 102 contra Jeffrey Epstein, fue de $500,000 (equivalente a $733,000 en 2024) y otra "consideración valiosa" no especificada.

### Decisión de hablar públicamente
Giuffre, atribuyó el nacimiento de su hija; el 7 de enero de 2010, como la fecha en que decidió hablar públicamente sobre sus experiencias de abuso sexual y trata de personas, a pesar de los riesgos. Vanity Fair, afirmó que la historia de Giuffre se publicó por primera vez en marzo de 2011; en The Mail on Sunday, la cobertura incluyó la foto que mostraba al príncipe Andrés de York abrazándola en la casa de Maxwell en Belgravia. Agentes del FBI, volvieron a contactar con Giuffre; esta vez en el consulado estadounidense en Sídney en 2011, poco después de que hiciera públicas las acusaciones contra Epstein.
En diciembre de 2014, Giuffre estableció las bases para su organización Victims Refuse Silence. Se registró como una Organización sin ánimo de lucro; Organización 501(c), en 2015. El objetivo de Víctimas Rechazan el Silencio, es ayudar a las sobrevivientes a superar la vergüenza, el silencio y la intimidación que suelen experimentar las víctimas de abuso sexual y ayudar a otras a evitar ser víctimas de la trata con fines de explotación sexual. Para su organización, Giuffre utilizó la imagen de una mariposa Morpho  azul; para simbolizar la transformación y el empoderamiento que se produce cuando una víctima se convierte en sobreviviente. El azul, es el color internacional de la concienciación sobre la trata de personas. Estados Unidos, ha designado enero como el Mes de la Concientización sobre la Trata de personas y el 11 de enero es el Día nacional de vestir de azul. La organización benéfica de Giuffre, se relanzó en noviembre de 2021; bajo el nombre de Speak Out, Act, Reclaim (SOAR).

### Acusaciones y acuerdo sobre el príncipe Andrés
En una presentación judicial de Florida de diciembre de 2014, destinada a ser incluida en la demanda de la Ley de Derechos de las Víctimas de Delitos de 2008; Giuffre describió haber sido víctima de trata de personas con el príncipe Andrés de Inglaterra, al menos tres veces en 2001; cuando tenía 17 años, con fines de violación. Afirmó que Epstein y Ghislaine Maxwell, la llevaron a Tramp (club nocturno); en Londres, donde conoció y bailó con Andrés. Relató cómo había sido su encuentro en el club, por el que definió al príncipe Andrés como "el bailarín más espantoso" que había visto en su vida. "Era horrible y no paraba de sudar encima de mí. Su sudor se esparcía por todos lados como si fuera lluvia. Me daba asco, pero sabía que tenía que hacerle estar contento, porque era lo que Jeffrey y Ghislaine esperaban de mí". Y que esa misma noche, de camino a la residencia de Maxwell en Belgravia; Maxwell le ordenó a Giuffre: «Haz por el príncipe Andrés lo que haces por Epstein» “y eso me puso enferma” aseguró. También contó: "no duró mucho" y resultó "desagradable". "Él no se portó mal ni nada, pero se levantó, dijo gracias y se fue". Alegó que Epstein le pagó 15.000 dólares después de que mantuviera relaciones sexuales con el duque en Londres. Una foto que muestra a Giuffre, el príncipe Andrés y Maxwell en el apartamento de esta última, circuló ampliamente desde 2011. El cargo de diez años del príncipe Andrés, como enviado comercial del Reino Unido; finalizó en julio de 2011 y según informes, cortó todos los vínculos con Epstein.
El segundo encuentro sexual con Andrés, supuestamente ocurrió en la mansión neoyorquina de Epstein. En documentos judiciales, Giuffre afirmó que el tercer encuentro con el príncipe Andrés; fue una orgía en la Isla Pequeña Saint James, en la que participaron ella, varias menores de edad de Europa Oriental, el príncipe y el propio Epstein.
En 2015, portavoces de la familia real británica; declararon que «cualquier insinuación de conducta inapropiada con menores de edad es categóricamente falsa», negando posteriormente. Las solicitudes de los abogados de Giuffre para obtener una declaración jurada del duque sobre las acusaciones, no obtuvieron respuesta.

#### Inicio de la demanda civil: Virginia Giuffre contra el Príncipe Andrés (2021) y acuerdo
El 9 de agosto de 2021, Giuffre presentó una demanda civil en Nueva York contra el príncipe Andrés de Gran Bretaña; alegando que la obligaron a tener varios encuentros sexuales con el príncipe, a principios de la década de 2000; tras ser víctima de trata de personas por Epstein,  cuando tenía 16 y 17 años. Andrés, negó las acusaciones de Giuffre. El 12 de enero de 2022, el juez Lewis A. Kaplan; rechazó los intentos de Andrés de desestimar el caso, permitiendo que la demanda por abuso sexual siguiera adelante. El 15 de febrero de 2022, ambas partes llegaron a un acuerdo extrajudicial; que incluyó una importante donación del príncipe a la organización benéfica de Giuffre.
Como parte del acuerdo, el príncipe Andrés reconoció que "es sabido que Jeffrey Epstein traficó con innumerables niñas a lo largo de muchos años" y que "lamenta su vínculo con Epstein y elogia la valentía de la Sra. Giuffre y otras sobrevivientes al defenderse a sí mismas y a los demás". Andrés, se comprometió a "demostrar su arrepentimiento por su vínculo con Epstein, apoyando la lucha contra los males del tráfico sexual y apoyando a sus víctimas".
El acuerdo fue estimado en £12 millones, parte de los cuales se destinaron a SOAR (Speak Out, Act, Reclaim), la organización benéfica de defensa de los sobrevivientes del tráfico sexual que Giuffre había fundado.
En enero de 2022, el exnovio de Giuffre; Anthony Figueroa, declaró en el programa Good Morning Britain; que Giuffre le había dicho que Epstein la llevaría a conocer al príncipe Andrés. Figueroa alegó que la reunión había tenido lugar en Londres, antes de lo cual "estaba realmente nerviosa y asustada porque no sabía cómo reaccionar". En un expediente judicial, los abogados del príncipe Andrés; se refirieron a una declaración de la hermana de Figueroa, Crystal; quien alegó que en su intento de encontrar víctimas para Epstein, Giuffre le había preguntado "¿Conoces a alguna chica que sea un poco guarrilla?".
Ese mismo mes, Carolyn Andriano; quien cuando tenía 14 años fue presentada por Giuffre a Maxwell y Epstein y fue testigo de la acusación en el juicio de Maxwell, afirmó en una entrevista que Giuffre; cuando tenía 17 años, le dijo en 2001 que se había acostado con el príncipe Andrés. Andriano declaró: «Ella [Giuffre] dijo: 'Me acosté con él'. No pareció molestarle. Le pareció genial». Andriano, testificó que Giuffre la reclutó a los 14 años y la entrenó para dar masajes sexuales: «A los 14 años, tenía un pecho grande y sin duda podía pasar por una de 21 cuando me maquillaban. Me maquillaba yo misma, pero Virginia me daba ropa. Me dio unos shorts ajustados y diminutos con un top de tirantes finos que dejaba ver todo mi escote. Simplemente me dijo: «Hagas lo que hagas, no digas tu edad». Y ni siquiera pregunté por qué. Le seguí la corriente».
Ghislaine Maxwell, mientras cumplía su condena de prisión; declaró a varios entrevistadores, que creía que la fotografía que la mostraba junto a Andrés y Virginia Giuffre, era falsa. Tras las acusaciones, el periódico The Mail on Sunday; que publicó la fotografía por primera vez en 2011, fue contactado por el fotógrafo Michael Thomas; quien tomó 39 copias de la imagen, tanto del anverso como del reverso. El reverso de la foto tiene una marca de tiempo, que indica que se reveló el 13 de marzo de 2001; tres días después de que Andrés supuestamente mantuviera relaciones sexuales con Giuffre y se imprimió en un laboratorio fotográfico de una hora en un Walgreens de Florida, cerca de la antigua casa de Giuffre.

### Acusaciones contra Alan Dershowitz y demandas relacionadas
Giuffre, afirmó que Epstein la sometió a tráfico sexual con el abogado y profesor emérito de derecho de la Universidad Harvard, Alan Dershowitz; al menos seis veces, la primera cuando tenía 16 años. Él negó las acusaciones. Dershowitz, representó a Epstein en su condena penal de 2008 y ayudó a negociar el controvertido acuerdo de no procesamiento en su nombre.
Las acusaciones aparecieron por primera vez en una presentación judicial del 30 de diciembre de 2014 en Florida, presentada por los abogados Bradley J. Edwards y Paul G. Cassell, en la que se alegaba que Dershowitz era una de varias figuras prominentes, incluido el príncipe Andrés de Reino Unido, que habían participado en actividades sexuales con una menor de edad posteriormente debía incluirse en la demanda de 2008 (Jane Doe contra EE. UU.), que acusaba al Departamento de Justicia de los Estados Unidos de violar la Ley de Derechos de las Víctimas de Delitos; durante el primer caso penal de Epstein. Dershowitz, negó vehementemente las acusaciones en la declaración de Giuffre y solicitó la inhabilitación de Edwards y Cassell, los abogados que presentaron la demanda. Edwards y Cassell demandaron a Dershowitz por difamación en 2015, luego él contrademandó. Ambas partes llegaron a un acuerdo en 2016, por una suma no revelada.
Tras las negaciones de Dershowitz, Giuffre declaró: «No voy a permitir que me obliguen a callar».
En 2014, Giuffre estuvo representada por Stanley Pottinger; cuyo firma de abogados, se especializa en casos de abuso sexual que involucran a mujeres y niños. Anticipando los desafíos que le esperaban a Giuffre al acusar a personas extremadamente ricas y poderosas, Pottinger buscó otro abogado que pudiera equipararlo. A petición de Pottinger, David Boies y su bufete, Boies Schiller Flexner; comenzaron a representar a Giuffre pro bono en 2014. Boies, representó a varias de las acusadoras de Epstein. Además de Boies, entre los abogados de Giuffre; se encontraban Brad Edwards y Paul Cassell.

#### Inicio de demanda civil: Virginia Giuffre v. Alan Dershowitz (2019)
En abril de 2019, Giuffre presentó una demanda civil federal por difamación contra Alan Dershowitz en Nueva York, con David Boies como su abogado.
Ese mismo mes, la artista visual estadounidense; María Farmer (conocida por proporcionar la primera denuncia penal a las fuerzas del orden, al Departamento de Policía de Nueva York y al FBI, en 1996 sobre la conducta de Epstein), presentó una declaración jurada en apoyo de la demanda por difamación de Giuffre contra Dershowitz, en la que afirmaba que, si bien Farmer trabajaba registrando a los huéspedes en la recepción de Epstein entre 1995 y 1996, se había encontrado regularmente con Dershowitz en la mansión de Nueva York; en momentos en que había menores de edad presentes.
En junio, Dershowitz presentó una moción para desestimar la demanda de Giuffre (que posteriormente fue denegada) y una moción para descalificar al bufete de Boies, para que no la representara (que posteriormente fue aprobada). Giuffre, declaró en septiembre de 2019; que mantenía sus acusaciones de mala conducta por parte de Dershowitz y este, acusó a Boies de presionar a Giuffre para que diera falso testimonio, en respuesta a lo cual Boies demandó a Dershowitz en noviembre de 2019, por difamación.
En octubre de 2019, Charles Cooper asumió la representación de Giuffre en la demanda por difamación contra Dershowitz; después de que un juez dictaminara que Boies no podía continuar como abogado de Giuffre, debido a que la afirmación de Dershowitz; de que conspiró con sus abogados para hacer declaraciones falsas, la había convertido en un posible testigo. Boies, presentó una demanda por difamación por separado contra Dershowitz; por insinuar que había presionado a Giuffre para que hiciera declaraciones falsas.
Todas las demandas fueron desestimadas el 8 de noviembre de 2022, después de que los abogados de Giuffre; Boies y Dershowitz, presentaran estipulaciones conjuntas y no se otorgaron honorarios a ninguna de las partes. Giuffre, declaró que podría haberse equivocado al identificar a Dershowitz.

### Casos civiles adicionales

#### Declaración jurada de Virginia Roberts (2014)
Giuffre, presentó documentos judiciales en Florida en enero de 2015; declarando que Epstein la traficó con Andrés de Inglaterra y Alan Dershowitz. En una declaración jurada, afirmó que Maxwell trabajó como madame de Epstein. En abril de 2015, un juez federal dictaminó que Giuffre no podía unirse a la demanda federal de la Ley de Derechos de las Víctimas de Delitos y su declaración jurada, fue eliminada.

#### Virginia Giuffre contra Ghislaine Maxwell (2015)
Como resultado de las acusaciones de Giuffre y los comentarios de Maxwell sobre ellas, Giuffre demandó a Maxwell por difamación en un tribunal federal de Nueva York en septiembre de 2015. Después de mucha confrontación legal, el caso se resolvió bajo sello en junio de 2017 y según se informó, Maxwell le pagó a Giuffre "millones".  El Miami Herald, otros medios y Alan Dershowitz; presentaron una solicitud para obtener el documento sobre el asentamiento sin sellar. Después de que el juez desestimó su solicitud, el asunto fue apelado ante la Corte de Apelaciones del Segundo Circuito de los Estados Unidos.
El 11 de marzo de 2019, en la apelación de la negativa del juez de distrito a abrir los documentos relacionados con el acuerdo por difamación de 2017 de Giuffre v. Maxwell; el Tribunal del Segundo Circuito, otorgó a las partes una semana para proporcionar una buena causa de porqué debían permanecer en secreto, sin lo cual serían abiertos el 19 de marzo de 2019. Posteriormente, la Corte ordenó que estos documentos fueran abiertos (luego de haberlos redactado para proteger a personas inocentes). En el testimonio de Giuffre, ella afirma que Maxwell la "ordenó" para dar masajes eróticos y participar en actividades sexuales con el príncipe Andrés, Jean-Luc Brunel, Glenn Dubin, Marvin Minsky, Bill Richardson, otro príncipe sin nombre, un presidente extranjero no identificado, "un Primer Ministro muy conocido" y el propietario de una cadena hotelera no identificada de Francia, entre otros. La declaración no afirma que ninguno de estos hombres se comprometió de hecho con Giuffre y hasta agosto de 2019, ninguno de estos hombres fue acusado o demandado por delitos sexuales relacionados. Giuffre testificó, "toda mi vida giraba en torno a complacer a estos hombres y mantener felices a Ghislaine y Jeffrey. Toda su vida giraba en torno al sexo".
El 9 de agosto, menos de 24 horas antes de la muerte de Epstein; se publicaron 2000 páginas de documentos del caso previamente sellados. Un juez federal, analizó dos conjuntos de documentos sellados adicionales para determinar si también debían hacerse públicos. Un "John Doe", le pidió al juez el 3 de septiembre; que mantuviera los documentos en secreto permanentemente, alegando que "acusaciones de irregularidades no probadas"; podrían dañar su reputación, aunque no tenía pruebas de que se incluyera su nombre.

#### Rina Oh contra Virginia Giuffre (2021)
La artista plástica, Rina Oh; quién fue novia de Epstein, demandó a Giuffre por difamación en octubre de 2021. Giuffre acusó a Oh de ayudar a traficar niñas para Epstein, mientras que Oh sostuvo que fue víctima y que nunca ayudó a los traficantes. En 2022, en documentos judiciales,; Oh acusó a Giuffre de tocarla sexualmente sin su consentimiento, mientras Epstein observaba pero Giuffre negó la acusación. Alegó que Oh la acuchilló durante juegos sadomasoquistas, realizados para Epstein pero Oh lo negó. Oh también alegó que Guiffre procuró y abusó de menores.

### Segundo caso penal contra Epstein
Jeffrey Epstein, fue arrestado el 6 de julio de 2019; en el Aeropuerto de Teterboro, Nueva Jersey y acusado de tráfico sexual y conspiración para el tráfico sexual por fiscales de la Unidad de Corrupción Pública del Distrito Sur de Nueva York. En la acusación formal, Epstein fue acusado de solicitar masajes a menores de edad, actividades que se tornaron cada vez más sexuales y luego, de reclutar a las menores para reclutar a otras víctimas menores; a cambio de dinero. El fiscal federal Geoffrey Berman, de la Corte de Distrito de los Estados Unidos para el Distrito Sur de Nueva York, solicitó la comparecencia de otras víctimas de Epstein. La acusación federal también enumeró el papel clave de los "empleados y asociados", pagados por Epstein; responsables de programar a las víctimas.
Un mes después de su arresto, Epstein fue encontrado muerto el 10 de agosto de 2019; tras, según informes, ahorcarse en su celda del Centro Correccional Metropolitano (Nueva York).
El 29 de agosto de 2019, tras el suicidio de Epstein 19 días antes; el caso contra Epstein se cerró, después de que el juez de distrito; Richard Berman, desestimara todos los cargos de tráfico sexual. El juez Berman, expresó su apoyo a las acusadoras de Epstein; afirmando que las invitó a hablar públicamente en una audiencia el 27 de agosto de 2019, por "respeto" a "las difíciles decisiones que tomaron las víctimas al presentarse". Giuffre, estuvo entre las 16 mujeres que hablaron públicamente en la audiencia, entre las que se encontraban Anouska De Georgiou, Sarah Ransome, Jennifer Araoz, Chauntae Davies, Courtney Wild, Theresa J. Helm y Marijke Chartouni. En la audiencia, Giuffre declaró: "El ajuste de cuentas no debe terminar. Debe continuar. No actuó solo. Las víctimas lo sabemos". La fiscalía indicó que continuaría la investigación para encontrar posibles cómplices.

## Cobertura y apariciones en los medios
Giuffre, apareció en una edición especial de Dateline NBC con Savannah Guthrie; donde habló sobre el escándalo de Epstein, junto con las víctimas Anouska De Georgiou, Rachel Benavidez, Jennifer Araoz, Marijke Chartouni y Chauntae Davies. El especial, titulado "Reckoning", se emitió el 20 de septiembre de 2019.
Giuffre, fue entrevistada para la investigación de 60 Minutes Australia, que se emitió el 10 de noviembre de 2019. En el programa, describió sus experiencias de ser víctima de trata de personas por parte de Epstein y Maxwell, para tener relaciones sexuales con Andrés de Gran Bretaña en tres ocasiones en 2001: la primera en Londres, en la residencia de Maxwell en Belgravia; la segunda, en la mansión neoyorquina de Epstein y la última (involucrando a varias chicas y al príncipe) en la Isla Pequeña Saint James.
Giuffre, también dio una entrevista en octubre de 2019 a la BBC y describió su experiencia de ser víctima de tráfico sexual por parte de Epstein al Príncipe Andrés, para un especial de Panorama, "El Príncipe y el Escándalo de Epstein", que se emitió el 2 de diciembre de 2019. En el programa, Giuffre apeló directamente al público al afirmar: "Le imploro a la gente del Reino Unido que me apoye, que me ayude a luchar en esta lucha, que no acepte que esto está bien".
La reportera de la BBC, Emily Maitlis; concedió una entrevista al príncipe Andrés en Newsnight, donde habló sobre las acusaciones de Giuffre y su amistad con Epstein. La entrevista se emitió el 16 de noviembre de 2019. La reacción a la conducta del príncipe durante la entrevista, fue de una desaprobación abrumadora; esto, sumado al atractivo público de Giuffre; contribuyó a un cambio generalizado de opinión en el pueblo británico. El príncipe renunció a sus funciones reales el 20 de noviembre de 2019, tras la ruptura de vínculos con varias organizaciones y organizaciones benéficas con las que mantenía vínculos. A pesar de las promesas del príncipe de colaborar con las autoridades, en enero de 2020;  el fiscal estadounidense Geoffrey Berman declaró, que el príncipe Andrés había brindado "cero cooperación"; después de que el FBI y el Distrito Sur de Nueva York solicitaran entrevistarlo en el marco de la investigación sobre Epstein.
En julio de 2020, tras la acusación federal de Maxwell; Giuffre fue entrevistada por Gayle King para CBS This Morning.
Giuffre y otros sobrevivientes de la red de tráfico sexual de Epstein, aparecieron en la serie documental de cuatro partes Surviving Jeffrey Epstein; que se estrenó el 9 de agosto de 2020, en Lifetime.
Giuffre, escribió unas memorias inéditas tituladas "El Club Playboy del Multimillonario"; en las que describe su tiempo con Eppinger y Epstein. Estas memorias, se presentaron como prueba durante la demanda de Giuffre contra Ghislaine Maxwell en 2015 y se revelaron en 2019.

## Vida personal
Tras casarse con Robert Giuffre en 2002, vivieron en Glenning Valley; en la Costa Central de Nueva Gales del Sur, durante 11 años. La familia se mudó a Estados Unidos en noviembre de 2013 y se quedó allí durante varios años, inicialmente en Florida y posteriormente en Colorado, en 2015. En 2019, se informó que Giuffre vivía en Cairns; con su esposo y sus tres hijos: dos varones y una niña. En 2020, se mudó con su familia a Ocean Reef, en Perth. Giuffre y su esposo se separaron a principios de 2025.

## Problemas de salud y muerte
El 31 de marzo de 2025, Giuffre afirmó que su coche chocó contra un autobús que circulaba a 110 km/h (70 mph); lo que le provocó insuficiencia renal. En una publicación de Instagram ese mismo día, Giuffre afirmó que le habían dado cuatro días de vida. La policía de Australia Occidental anunció posteriormente, que tenía constancia de un "choque leve" entre un autobús y un coche el 24 de marzo pero que no se habían reportado heridos. Su familia declaró posteriormente, que se había presentado una denuncia policial tras el accidente y que Giuffre, que resultó "golpeada y contusionada", fue trasladada posteriormente al hospital al deteriorarse su estado. Al mismo tiempo, Giuffre fue acusada de incumplir una orden de alejamiento; por violencia familiar emitida por su exmarido, con una audiencia judicial fijada para el 9 de abril. Posteriormente, negó haber incumplido dicha orden y añadió que se defendería "de su demanda maliciosa".
Según su familia, Giuffre; falleció en su domicilio en Australia Occidental, el 25 de abril de 2025; debido a un aparente suicidio. Al momento de su muerte, se encontraba en una batalla legal por la custodia de sus tres hijos con Robert Giuffre; de quien se encontraba en proceso de  divorcio.